# Autoritratto (Hébuterne 1917)
Autoritratto è un dipinto a olio su cartone realizzato dalla pittrice francese Jeanne Hébuterne.

## Storia
L'opera è stata esposta al Castello Svevo di Bari in occasione della mostra Amedeo Modigliani, Jeanne Hébuterne, e gli artisti di Montmartre e Montparnasse (2003) e al castello di Chamerolles a Chilleurs-aux-Bois per la mostra Femmes artistes, Passion, muses et modèles (2012).
È stata venduta da Christie's a Parigi il 18 ottobre del 2018 per 247.500 euro.

## Descrizione
In questo dipinto l'artista si autoritrae con gli occhi a mandorla e lo sguardo penetrante, diretto a incrociare quello dell'osservatore, mentre indossa un abito di ispirazione giapponese probabilmente cucito da lei stessa, una fascia nera in testa e ha i capelli ramati raccolti in due lunghe trecce, similmente a un'acconciatura da nativa americana.
Le forme sono sintetizzate entro contorni neri, mentre i colori sono stesi con pennellate decise e la materia pittorica risulta quindi visibile, rendendo la figura forte ed espressiva su uno sfondo appena accennato.
Il dipinto mostra inoltre affinità stilistiche con le opere dei Fauves e dei Nabis.